# Rudolf Dörre
Rudolf Dörre (* 11. November 1881 in Ohren als Sohn des Gastwirts Karl Dörre und der Antonia Hietel; † unbekannt) war ein sudetendeutscher Lehrer und Heimatforscher.
Dörre studierte an der Lehrerbildungsanstalt in Leitmeritz und wurde nach deren Abschluss Lehrer in Bodenbach bei Tetschen. Seit 1908 sammelte er Sagen seiner Heimat, die er 1921 und 1924 publizierte. Er beschäftigte sich auch mit anderen Gebieten der Heimatforschung. Die Ergebnisse seiner Arbeit publizierte er in mehreren Druckschriften.
Er war verheiratet mit Maria Eschler.